# La Chapelle-Montabourlet
La Chapelle-Montabourlet é uma comuna francesa na região administrativa da Nova Aquitânia, no departamento Dordonha. Estende-se por uma área de 5,67 km². Em 2010 a comuna tinha 66 habitantes (densidade: 11,6 hab./km²).